# 奥巴德里·汤普森

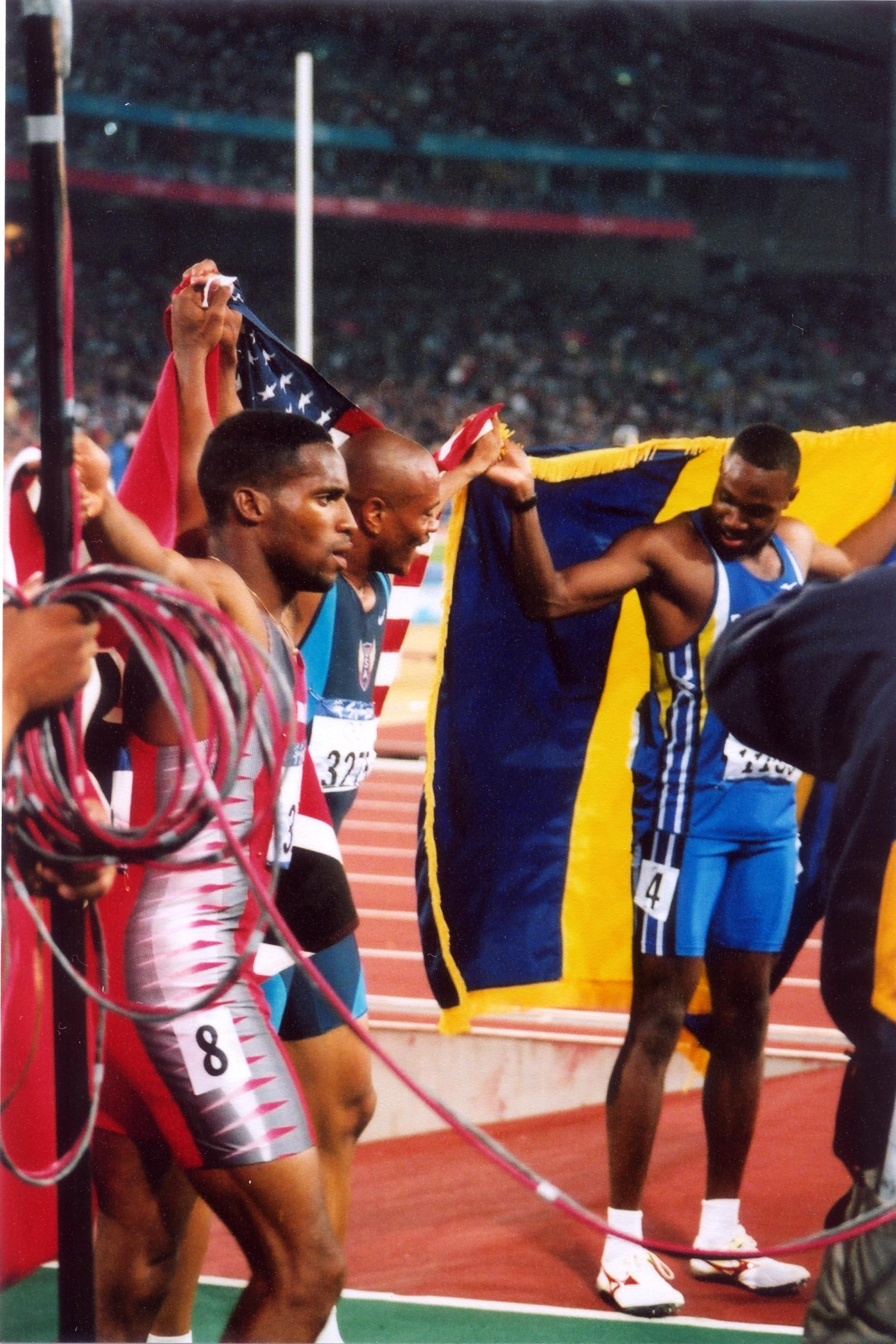
2000年夏季奧林匹克運動會田徑100公尺決賽後

奥巴德里·汤普森（Obadele Thompson，1976年3月30日—）是短跑運動員，於1996年4月在美國艾爾帕索的100米賽跑中跑出9.69秒A的成績，超過當時最快的紀錄。但是因為比賽時的風速為每秒5米的順風，超過了IAAF規定的每秒2米，因此未能成為官方記錄。

## 外部連結
- 奥巴德里·汤普森在国际奥林匹克委员会的资料
- 奥巴德里·汤普森在的頁面